# Expresionismo flamenco
El expresionismo flamenco, a veces también llamado expresionismo belga, nació en los años 1920, después de la Primera Guerra Mundial. El expresionismo flamenco era una corriente artística que obtuvo mucho reconocimiento y éxito durante los años 20, no solo en el arte flamenco sino también en la literatura flamenca. Influidos por el expresionismo alemán (y a veces también por el expresionismo francés), algunos artistas flamencos se agruparon y empezaron a pintar en una manera no realista. Querían dejar hablar a la pintura misma por sí misma dándole mucha importancia para la fuerza expresiva de la pintura.

## Introducción
En la palabra expresionismo se puede reconocer expres, que toma su origen de expresar. El expresionismo era sobre todo una corriente artística de vanguardia que introdujo un nuevo concepto en el cual la significación o el mensaje sobrepasaba el aspecto estético. Esta corriente artística era sobre todo considerada como una reacción al romanticismo. La razón del cambio del romanticismo al expresionismo se debió a los cambios radicales en la vida cotidiana de la gente; sobre todo tras la Primera Guerra Mundial, la gente buscaba una manera de expresar estos sentimientos fuertes que se quedaron después de una guerra. El expresionismo en general intentaba expresar los sentimientos y las experiencias de un artista, cambiando de una cierta manera la realidad objetiva.

## Expresionismo flamenco
Puesto que los artistas expresionistas flamencos querían dejar hablar a la pintura dando la fuerza expresiva de la pintura, el mensaje o el contenido de la obra artística era más importante que la forma o el aspecto estético. A menudo trabajaban con pinceles gruesos y pintaban escenas cotidianas como campesinos cultivando la tierra o gente bebiendo en un café.
La gran diferencia con el expresionismo alemán o francés, es que el expresionismo flamenco utilizaba colores más oscuros. Además, según los artistas expresionistas, la vida cotidiana de la gente era algo muy especial porque nada era más bonito que la vida misma. Pusieron más atención en la vida cotidiana y en particular en la belleza de la vida modesta.

## Origen del expresionismo flamenco
Antes de la Primera Guerra Mundial se formaron dos grupos distintos que han significado el nacimiento del expresionismo flamenco:
Latem I
Albijn van den Abeele era el secretario municipal de Sint-Martens-Latem y ayudaba a los artistas jóvenes. Desde 1898 hasta 1904, se formó un primer grupo, el Latem I, con Valerius de Saedeleer, George Minne, Albert Servaes, Gustave Van de Woestijne y Karel van de Woestijne. Este grupo se caracterizaba por el simbolismo, influenciado por el catolicismo. Este grupo expresaba sobre todo sus sentimientos a través de la literatura. A partir de 1904 el grupo se fragmentó en diferentes pequeños grupos.
Latem II
Desde 1908 hasta 1913 se formó un segundo grupo de artistas, el Latem II. Algunos le llaman la Escuela de Latem; aunque no se trataba de una verdadera escuela visto que no era un verdadero grupo coherente sino más bien un conjunto de individuos que compartían una misma filosofía. Este grupo fue muy importante porque ha formado la base para el expresionismo flamenco. La guerra causó la fragmentación completa de este grupo pero después de la Primera Guerra Mundial nació el verdadero expresionismo flamenco.

## Características
La guerra puso en contacto algunos miembros del grupo Latem II con expresionistas franceses y alemanes. Lo que tenían en común los miembros de este grupo era particularmente el rechazo a la sociedad, marcada y herida por la guerra. También tenían otras características en común como:
- La admiración de la naturaleza: muchos colores utilizados en las pinturas provienen de la naturaleza y son colores naturales.
- El rechazo al ambiente académico: rehusaban formar parte de ese mundo académico porque este mundo era a su vez determinado por la sociedad y esta sociedad era lo que rechazaban.
- Preferencia del contenido: todos enfatizaban más el sentido de la vista, de la experiencia personal que la imagen objetiva. Eso significaba que el cielo no debía ser azul, podía ser también verde, por ejemplo. Lo que se presentaba no debía ser la realidad como la gente veía esa la realidad. Se trataba más bien de una interpretación que de la realidad en sí misma.

La sociedad belga estaba desorientada después de la guerra. Bélgica fue muy influida por algunas corrientes artísticas extranjeras como el cubismo y el fauvismo. Bajo la influencia del expresionismo alemán y francés, tres artistas flamencos han iniciado el expresionismo flamenco, es decir: Constant Permeke, Gustave de Smet y Frits van den Berghe (también formaban parte de este grupo: el hermano de Gustave, Leon de Smet; Albert Servaes y Jaen Brusselmans pero eran menos conocidos). Otros artistas de este movimiento fueron James Ensor, Floris Jespers, Albert Droesbeke y Pierre Alechinsky.

### Diferencias entre el expresionismo flamenco y el expresionismo francés o alemán
- Deformación: los artistas del expresionismo flamenco no van a pintar o describir la realidad como es sino que van a expresar los sentimientos en cuanto a esta realidad y así deformar la objetividad de esa realidad. Se trata de la expresión y no de copiar sin más la realidad.
- Colores oscuros: pintan en colores oscuros con muchos contrastes blancos/negros.
- Menos detalles: pintan de una manera sintética. Eso significa que no van a pintar todos los detalles sino que pintan el conjunto que es todavía más importante para ellos que la forma. Los pintores del expresionismo quieren mostrar la verdadera realidad para mostrar el contenido de esta realidad. La forma tiene menos importancia que el contenido.
- Narración: expresan una narración, un cuento. Los expresionistas quieren contar historias cotidianas, historias anecdóticas.
- Línea de contorno explícita: alrededor de las figuras pintan una línea explícita para marcar bien la forma.
- El carácter estático: no hay mucho movimiento en los cuadros que forman parte del expresionismo. A los expresionistas les gusta pintar cuadros que den una imagen de la vida cotidiana.[3]

## Primeros expresionistas flamencos

### Constant Permeke

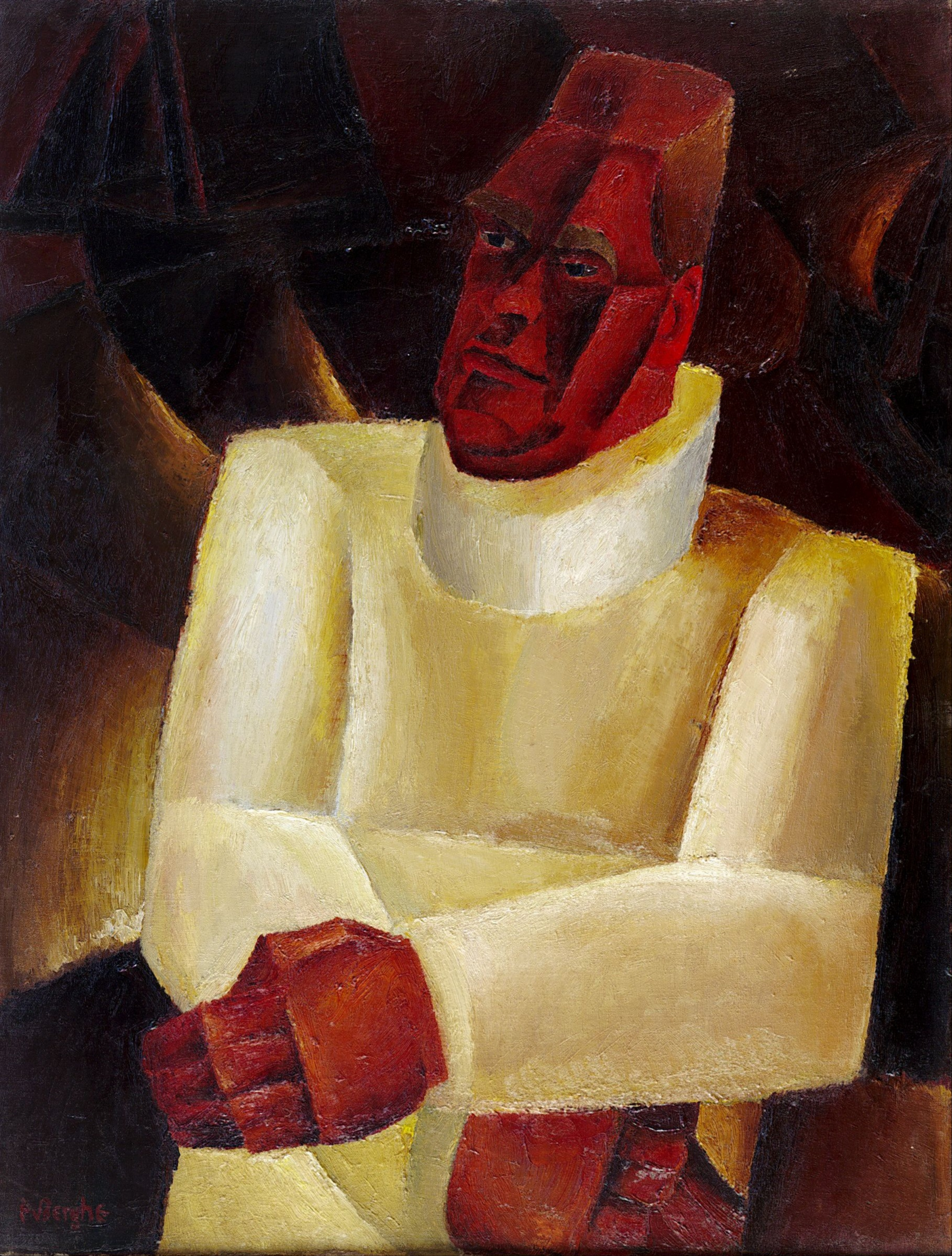
Retrato de Constant Permeke (c. 1923) realizado por Frits van den Berghe.

El artista belga Constant Permeke nació en 1886 y murió en 1952. Durante sus estudios en la Escuela de Bellas Artes de Gante conoció a Gustave de Smet y a Frits van den Berghe. Este contacto durante los estudios ha sido muy importante para la formación del expresionismo flamenco puesto que estos tres formaron parte de la escuela Laethem-Saint Martin donde elaboraron este nuevo estilo artístico sombrío. Durante la guerra, se instaló en Inglaterra, escapando de la miseria de la guerra, pintó algunos cuadros importantes para el inicio del expresionismo flamenco. En estos cuadros figuraban formas monumentales con contornos típicos del expresionismo flamenco. Siempre pintaba cuadros en los cuales figuraban escenas cotidianas del campo flamenco y sobre todo temas marinos y de la vida rústica. Sus personajes que aparecen en sus cuadros tienen una sola importancia, es decir su presencia como tipos humanos. Los colores más presentes en los cuadros de Permeke son los marrones profundos, los rojos y los negros.

### Gustave De Smet

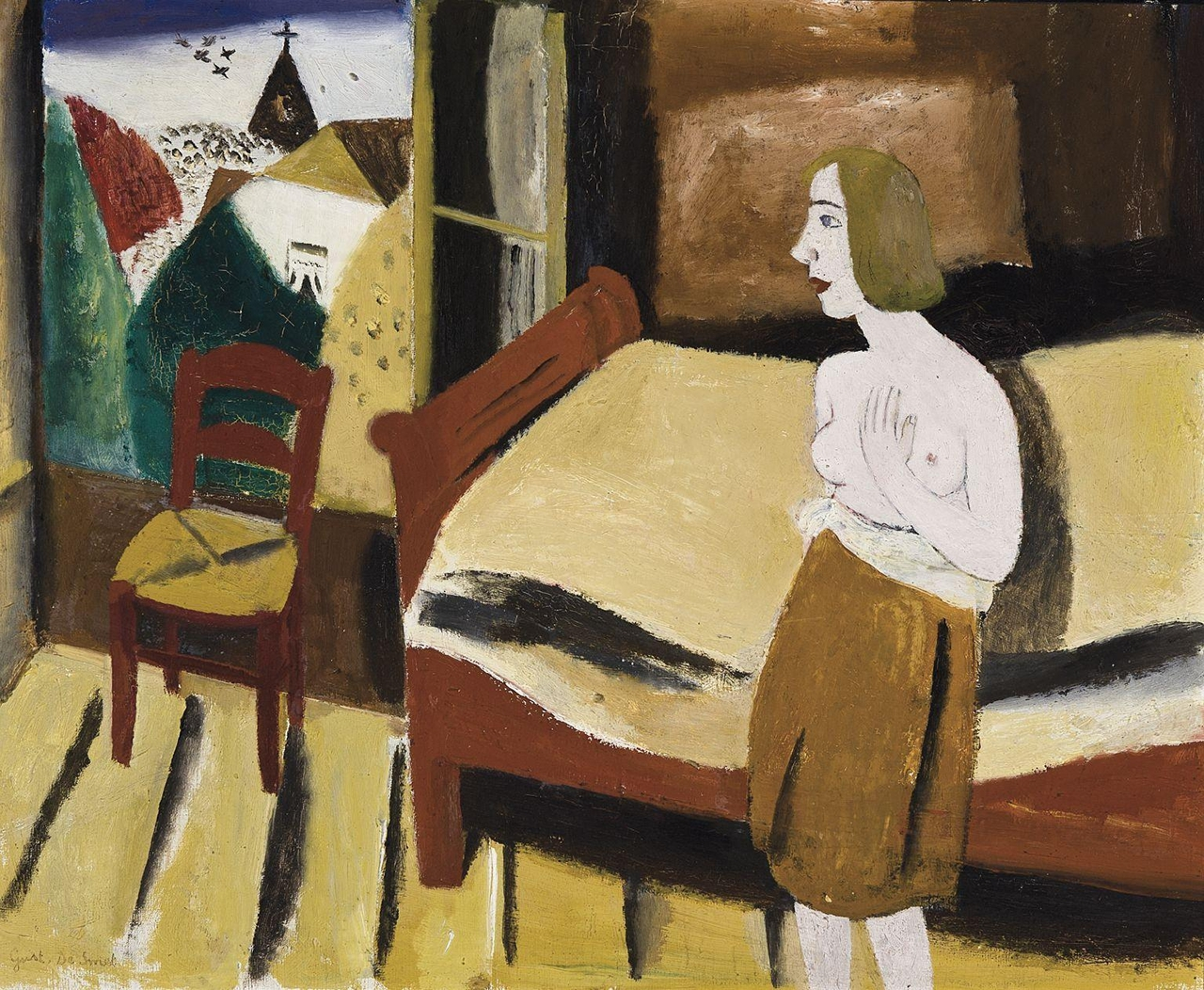
Mujer en un dormitorio (1931), pintura de Gustave De Smet.

Gustave De Smet nació en 1877 y murió en 1943. En 1887 empezó sus estudios en la misma escuela que Constant Permeke, la escuela de Bellas Artes en Gante donde se conocieron.
Influenciado por el expresionismo alemán y el cubismo, el artista desarrolló su estilo característico en el que predominaban el orden y la estructura. Gustave de Smet era conocido por sus cuadros que mostraban un ambiente muy estático. Tenía una manera de pintar tan típica que, por esta razón, se le consideraba como uno de los artistas más importantes y más interesantes del nuevo movimiento, del expresionismo flamenco. Pintaba a menudo campesinos trabajando en los campos flamencos o personas desnudas, pero en general, era conocido por sus temas tradicionales.

### Frits van den Berghe

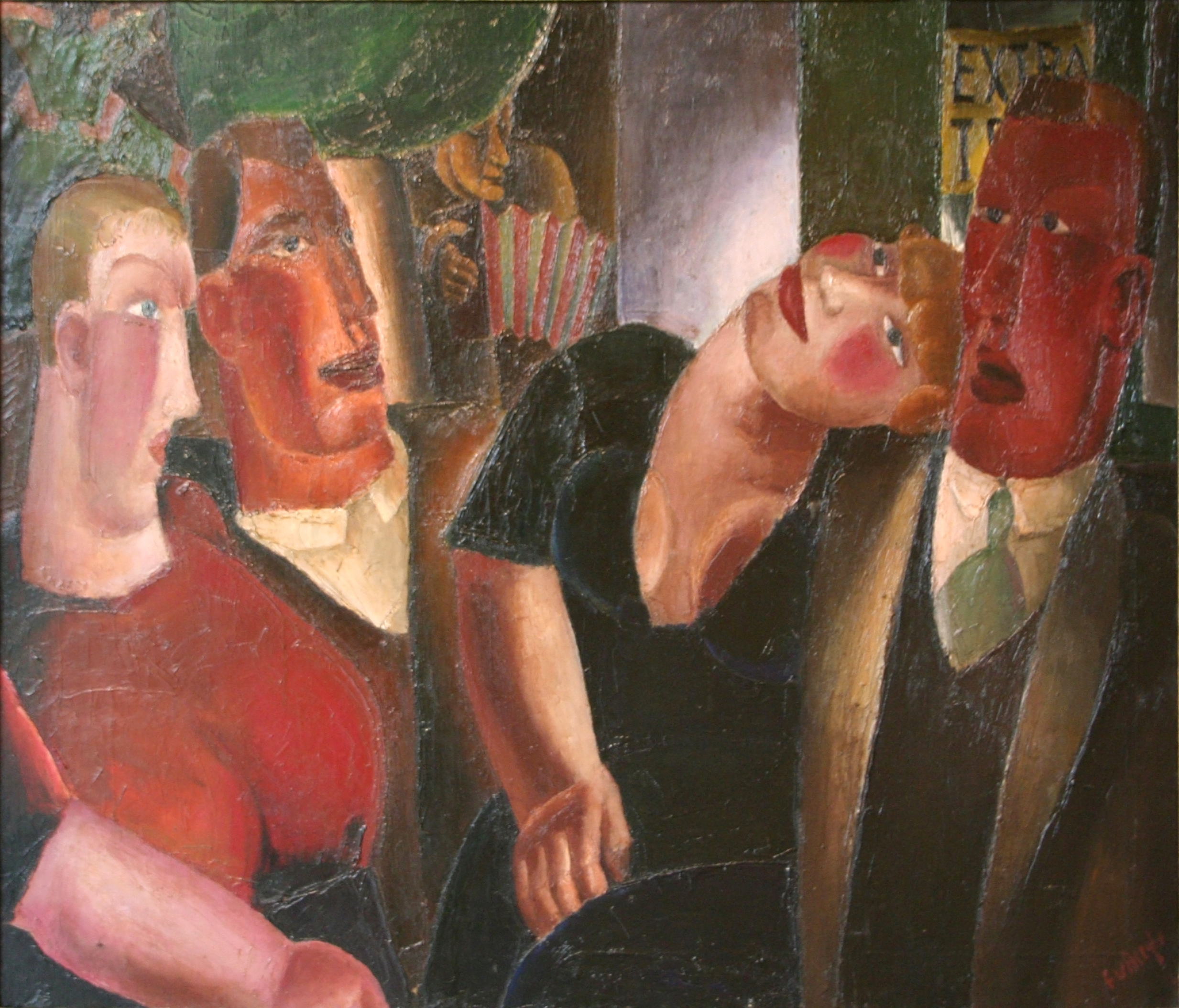
Enamorados en el pueblo (1925), óleo sobre tela. Pintura de Frits Van den Berghe.

Frits van den Berghe nació en 1883 y murió en 1939.
El objetivo principal de este pintor expresionista flamenco era mostrar a través de sus cuadros la realidad de la vida cotidiana en Flandes. Como el contenido prevalecía en el expresionismo flamenco, sus cuadros siempre ocultaban un mensaje y las figuras o los elementos cuentan una historia o este mensaje. Quería dejar hablar a sus cuadros de manera tal que dieran o expresaran una descripción del momento y sobre todo del ambiente alrededor de ese momento.
Como Gustave de Smet y Permeke, mostraba mucho interés por las figuras femeninas desnudas.